# حديقة كوروب الوطنية
حديقة كوروب الوطنية (بالإنجليزية: Korup National Park)، تقع في مقاطعة جنوب غرب الكاميرون ، وتمتد لمسافة تزيد عن 1260 كيلومترًا مربعاً، تشتهر الحديقة بأنها واحدة من أقدم وأغنى الغابات الاستوائية في إفريقيا من حيث التنوع الزهري والحيواني. 

## الوصف
- غابات كوروب قديمة وغنية بالنباتات القديمة.[3]

- تعتبر أنها حديقة الغابات المطيرة الوطنية التي يمكن الوصول إليها بسهولة في الكاميرون، ولها بنية تحتية أساسية للسكن وشبكة كبيرة من المسارات المفتوحة للزوار.[4]

- تعد الحديقة وجهة شهيرة لمراقبة الطيور وموطن لبعض الأنواع مثل (الحفر ، كولوبوس بريوس الأحمر ، جينون أحمر الأذنين والشمبانزي النيجيري).[5]

- إداريًا، تقع غالبية حديقة كوروب الوطنية تحت سلطة مقاطعة نديان في المقاطعة الجنوبية الغربية بالكاميرون، تتم إدارة الحديقة من قبل وزارة الغابات والحياة البرية الكاميرونية.

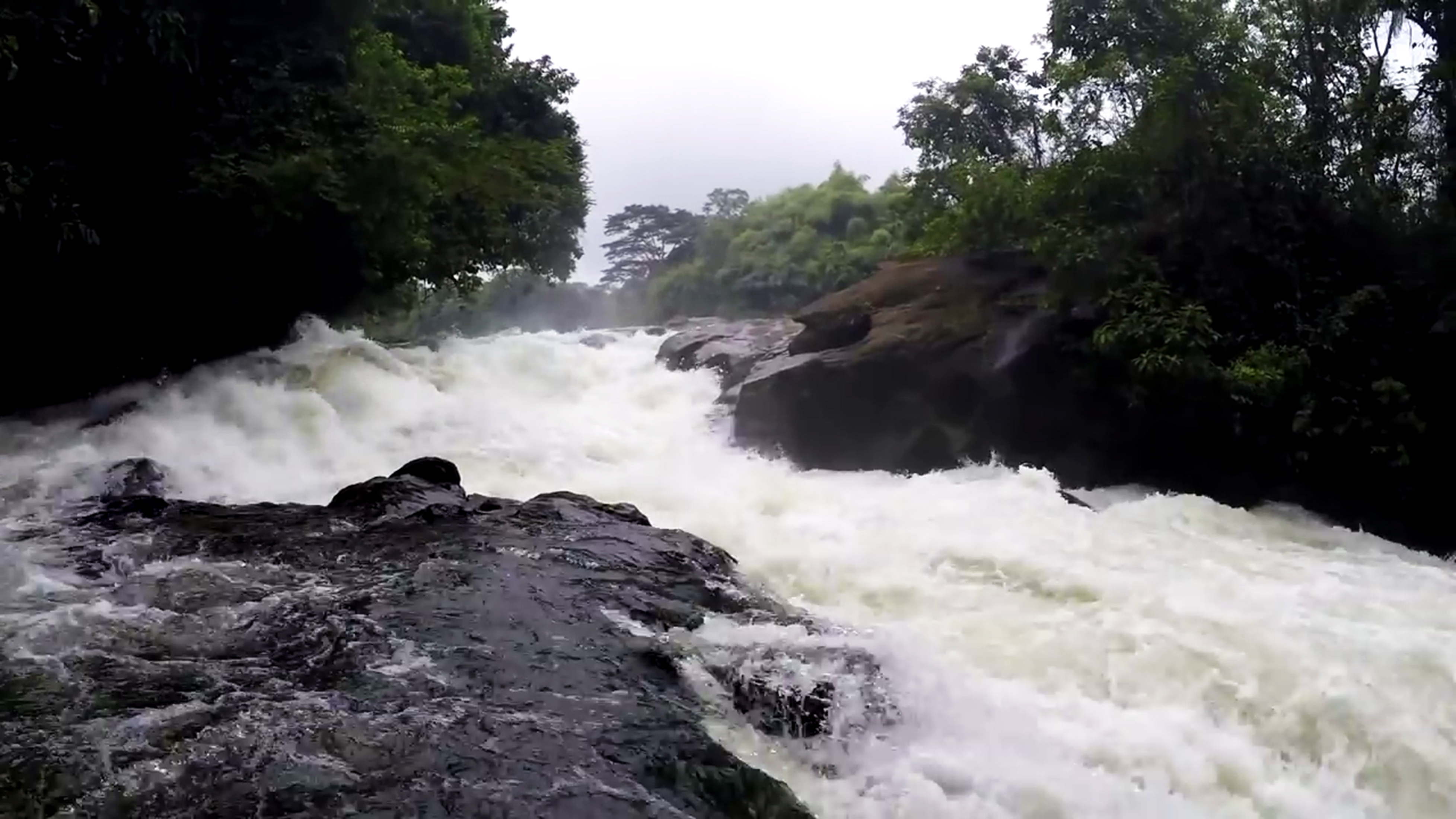
صورة من حديقة كوروب الوطنية في الكاميرون

- صورة من حديقة كوروب الوطنية في الكاميرون تم وضع خطة إدارة خمسية لحديقة كوروب في عام 2002، تنص على أن الهدف العام للحديقة هو الحفاظ على التنوع البيولوجي وسلامة جميع العمليات المادية والبيئية في غابة كوروب.[6]